# Reinstädt
Reinstädt település Németországban, azon belül Türingiában. Lakosainak száma 457 fő (2023. december 31.).

## Népesség
A település népességének változása:
| Lakosok száma | 484  | 482  | 464  | 460  | 457  |
|               | 2017 | 2019 | 2021 | 2022 | 2023 |